# Дубельт Леонтій Васильович
Леонтій Васильович Дубельт (1792 — 09.05. (27.04.) 1862) — російський державний діяч, генерал-лейтенант. Закінчив курс у гірському кадетському корпусі. Був близьким до масонських та декабристських організацій (див. Масонство, Декабристський рух). 1807–30 служив у армії. Учасник російсько-пруссько-французької війни 1807, Війни 1812, закордонного походу російської армії 1813–14. Від 1835 — начальник штабу корпусу жандармів, 1839–56 — управитель Третього відділення, член головного управління цензури і секретного комітету, який займався справами розкольників (старообрядців). Один із найреакційніших представників періоду правління імператора Миколи I.
З ім'ям Дубельта пов'язані гоніння на О.Пушкіна, розправа з петрашевцями. 1847 разом із графом О.Орловим вів слідство в справі Кирило-Мефодіївського товариства, виявляючи особливу ненависть до Тараса Шевченка.